# Erik Larsson (sciatore)
Erik August Larsson (Kiruna, 12 aprile 1912 – Kiruna, 10 marzo 1982) è stato un fondista svedese.

## Biografia
Nato a Kurravaara di Kiruna e soprannominato "Kiruna-Lasse", ai IV Giochi olimpici invernali di Garmisch-Partenkirchen 1936 vinse l'oro nella 18 km con il tempo di 1:14:38 e il bronzo nella staffetta 4x10 km insieme a John Berger, Arthur Häggblad e Martin Matsbo, con il tempo di 2:43:03  (suo tempo personale 39:39), dietro alle compagini norvegese e finlandese.
Ai Mondiali del 1935 vinse nuovamente il bronzo nella staffetta 4x10 km, insieme con Halvar Moritz, Martin Matsbo e Nils-Joel Englund, con il tempo di 2:46:53.
Morì a Jukkasjärvi (Kiruna) nel 1982.

## Palmarès

### Olimpiadi
- 2 medaglie, valide anche ai fini iridati:
  - 1 oro (18 km Garmisch-Partenkirchen 1936)
  - 1 bronzo (staffetta a Garmisch-Partenkirchen 1936)

### Mondiali
- 1 medaglia, oltre a quelle conquistate in sede olimpica e valide anche ai fini iridati:
  - 1 bronzi (staffetta a Vysoké Tatry 1935)

## Riconoscimenti
- Medaglia d'oro dello Svenska Dagbladet, 1936